# Charlie Alexander
Charlie Alexander (* 29. Mai 1890 in Cincinnati, Ohio; † 4. Februar 1970) war ein US-amerikanischer Jazz-Pianist.
In Cincinnati begann er Anfang der 1920er Jahre, zunächst als Berufsmusiker in Theaterorchestern mitzuspielen. Dies setzte er auch nach seinem Wechsel nach Chicago in der Band von J. Rosamund Jackson vorerst fort, bis er Engagements in Jazzbands erhielt, etwa bei Johnny Dodds und Bert Kelly. In den frühen 1930ern war er Pianist in der Big Band Louis Armstrongs, den er aber verließ, nachdem Armstrong sich 1932 entschlossen hatte, wieder mit kleineren Formationen aufzutreten. Charlie Alexander war bis in die 1940er aktiv. Unter anderem arbeitete er auch mit Baby Dodds, Mike McKendrick, George James, John Lindsay und Lil Hardin Armstrong zusammen. Von Chicago zog er schließlich nach Kalifornien.